# كالبانا أير
كالبانا أير (بالإنجليزية: Kalpana Iyer)‏ هي متسابقة ملكة الجمال وممثلة هندية، ولدت في 17 أبريل 1955 في أمروها ‏ في الهند.

## أعمال

### أفلام
- (1994) لادلا

## وصلات خارجية
- كالبانا أير على موقع IMDb (الإنجليزية)
- كالبانا أير على موقع قاعدة بيانات الفيلم (الإنجليزية)